# بيل كليفتون (موسيقي)
بيل كليفتون (بالإنجليزية: Bill Clifton)‏ هو موسيقي ومغني أمريكي، ولد في 5 أبريل 1931 في Ruxton-Riderwood, Maryland ‏ في الولايات المتحدة.

## وصلات خارجية
- بيل كليفتون على موقع ميوزك برينز (الإنجليزية)
- بيل كليفتون على موقع أول ميوزيك (الإنجليزية)
- بيل كليفتون على موقع ديسكوغز (الإنجليزية)